# Mărgineni
Mărgineni szórványfalu Romániában, Erdélyben, Fehér megyében. Közigazgatásilag Alsócsóra községhez tartozik.

## Fekvése
A Kudzsiri-havasokban, a Văratic, Deal, Alunei és Glodu hegyek között elhelyezkedő tanyákból áll, központja Alsócsórától tizenkét kilométerre délre–délkeletre. A kolostor jobban megközelíthető az öt kilométerre fekvő Sztrungárból, erdészeti úton.

## Története
Az Afteia kolostort valószínűleg az a hegyek közé menekült ortodox szerzetespap alapította hatszáz méteres magasságban, a Plăișor nevű helyen, aki korábban Alsócsóra falu parókusa volt, és aki később Sofronie de la Cioara ('Csórai Sofronie') néven vált közismertté. Az alvinci főbíró 1757-ben adott parancsot elfogatására, de az akció sikertelen volt. Fatemplomát és celláit lerombolták, de újabb szerzetesek hamarosan újraépítették őket. 1763-ban harangot öntettek a kolostor számára. A hatóságok 1786-ban újra lerombolták, helyére 1905-ben emeltek emlékkeresztet, majd 1927 és 30 között kezdték el a mai épületegyüttes építését, amelybe 1935-ben költöztek be szerzetesek.
1951-ben vált ki Alsócsórából. Lakói szarvarmarha-tenyésztésből élnek. 2002-ben 77 ortodox vallású román lakosa volt.